# NetBIOS
NetBIOS (ang. Network Basic Input / Output System) – protokół sieciowy oryginalnie zaprojektowany przez firmę IBM. Zapewnia podstawowy interfejs łączenia aplikacji z innymi aplikacjami w innych komputerach znajdujących się w tej samej sieci lokalnej oraz umożliwia współdzielenie danych. NetBIOS działa w 5. warstwie (sesji) modelu OSI.
NetBIOS transmitowany w TCP/IP (NetBIOS over TCP/IP) używa portów:
- 137 – NetBIOS Name
- 138 – NetBIOS Datagram
- 139 – NetBIOS Session

NetBIOS spełnia następujące założenia:
- wszystkie stacje w danej sieci traktowane są jednakowo
- aplikacje nie zajmują się szczegółami transportu
- usługi nie zależą od tego, jak sieć została zrealizowana sprzętowo
- obsługiwane są „przyjazne” nazwy – nie ma potrzeby posługiwania się adresami

Komunikacja w NetBIOS wykorzystuje dwie metody:
- bezpołączeniowa – w formie datagramów bez potwierdzenia ich dotarcia na miejsce – najczęściej wykorzystywana w trybie rozgłaszania (broadcast)
- połączeniowa – w formie sesji – transmisja odbywa się niezawodnie (z potwierdzeniami)